# Alexander Dubček
Alexander Dubček (Uhrovec, 27. studenog 1921. – Prag, 7. studenog 1992.), slovački političar. 
Član je ilegalne Komunističke partije od 1939. godine i sudionik protunjemačkog ustanka 1944. godine. Član je Predsjedništva Komunističke partije Čehoslovačke od 1963. do 1968. Glavni je tajnik Komunističke partije Slovačke od 1962. do 1968.
Od siječnja 1968. do travnja 1969. bio je glavni tajnik (prvi sekretar) Komunističke partije Čehoslovačke, a od travnja do rujna 1969. predsjednik Savezne skupštine Čehoslovačke. Istu funkciju obavljao je i od prosinca 1989. do lipnja 1992.
Bio je jedan od idejnih vođa Praškog proljeća 1968. godine. Vodio je političku i ekonomsku liberalizaciju zemlje na koju je SSSR reagirao vojnom intervencijom zemalja Varšavskoga pakta 21. kolovoza 1968. Smijenjen je 1969. godine. Veleposlanik je u Turskoj od 1969. do 1970. godine, a iz Partije je isključen 1970.
Godine 1992. bio je predsjednik Socijaldemokratske stranke Slovačke. Umro je od posljedica prometne nesreće koju je doživio 1. rujna 1992. na autocesti kod Humpoleca putujući iz Bratislave u Prag.
Dobitnik je nagrade Saharov.